# Хедвига II фон Майсен
Хедвига II фон Майсен (на немски: Hedwig von Meißen II; * ок. 1200/1210 в Майсен; † пр. 2 февруари 1249) е маркграфиня на Майсен, по съпруг – графиня на Клеве.
Тя е най-възрастната дъщеря на маркграф Дитрих от Майсен (1162 – 1221) от род Ветини и на Юта Тюрингска (1184 – 1235), дъщеря на ландграф Херман I от Тюрингия от род Лудовинги. По-голяма сестра е на маркграф Хайнрих III от Майсен.
Хедвига II фон Майсен умира на 2 февруари 1249 г. и е погребана в манастир Бедбург.

## Фамилия
Около 1226 г. Хедвига се омъжва за Дитрих IV/VI (1185 – 1260), граф на Клеве. Тя е втората му съпруга. Те имат децата:
- Дитрих V/VII († 1275), граф на Клеве
- Дитрих Луф († 1277), граф на Саарбрюкен
- Юта († 1275), омъжена пр. 20 декември 1249 г. за херцог Валрам V от Лимбург († 1279)
- Агнес (1232 – 1285), омъжена I. 1260 г. за Бернхард IV от Липе († 1275), II. 1275 г. за Рудолф II фон Дипхолц († 1303/1304)
- Еберхард (* пр. 1247; † сл. 1275)